# Lista lesbica italiana

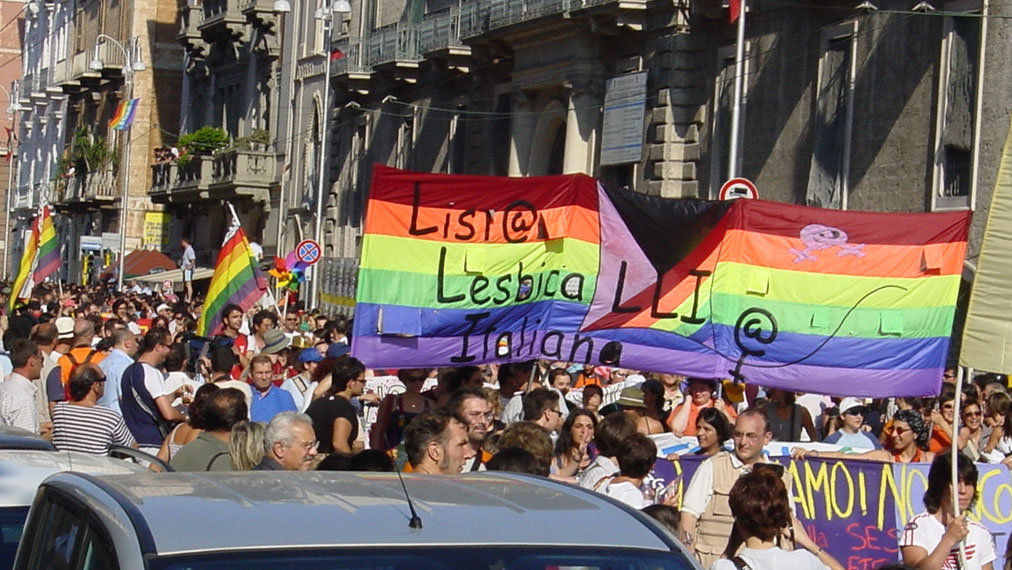
La Lista lesbica italiana al Gay pride di Bari (2003).

Lista Lesbica Italiana, conosciuta anche con la sigla LLI, è stata una mailing list in lingua italiana a focus lesbico, riservata alle donne.
Tale mailing list, sorta presso il portale www.listalesbica.it, puntava ad essere un punto di riferimento, un'occasione di confronto ed un'opportunità di socializzazione, in particolare per donne isolate da altri luoghi di aggregazione lesbica.

## I primi passi
Il progetto Lista Lesbica Italiana (LLI) nasce nella primavera del 1996 a Bologna, nell'ambito della Seconda Settimana Lesbica. Fondata il 4 novembre 1996, Lista Lesbica Italiana nel 2011 contava quasi novecento iscritte.
La prima uscita esterna è avvenuta con la pubblicazione di un libro, Mailing Desire, pubblicato dalla casa editrice Il dito e la luna nel 1999. Nel 2000 l'organizzazione ha partecipato al World Pride di Roma con un proprio striscione.
Nel 2001 è nata l'Associazione Lista Lesbica Italiana (separata dalla Lista Lesbica Italiana), per poter garantire una copertura ufficiale ai diversi progetti messi in campo tra cui i siti del cinema lesbico e dei libri lesbici. Nello stesso anno è stato fondato il portale della Lista Lesbica Italiana, listalesbica.it, la prima comunità lesbica online che garantiva la possibilità di interagire con il mondo partendo dai desideri e dalle elaborazioni delle donne della mailing list.

### Progetti e attività
Nel 2006 Lista Lesbica è scesa in piazza più volte: a gennaio a Milano con le donne di Usciamo dal Silenzio, a Roma in febbraio per la manifestazione NO VAT e ancora il 25 aprile e il 1º maggio alla May Day Parade. Sempre nel 2006 un gruppo di donne che non ritiene sufficiente la militanza sul campo aveva richiesto di inserire nella policy il termine antifascista; dopo una lunga polemica, non riuscendo a giungere a una mediazione, le stesse donne usciranno da Lista Lesbica e fonderanno una nuova mailing list: Lesbiche Antifasciste in Italia.
Ad agosto 2006 il CNGEI, la componente scout laica, ha invitato LLI a tenere uno workshop al raduno Roverway a Firenze, che fu poi cancellato su richiesta dell'Agesci, associazione di tradizione cattolica. Sul portale di Lista Lesbica viene pubblicato il resoconto della questione e una serie di materiali scaricabili tra cui una tenda a sfondo arcobaleno unita al logo: STOP OMOFOBIA. Il giorno successivo alcuni capi del CNGEI stamperanno il logo su magliette e gadget vari che alla fine risulteranno i più gettonati; da allora si avvia una forma di collaborazione che comporta ogni anno la realizzazione di incontri di formazione.
Nel 2007 è uscito We Will Survive, Lesbiche, gay e trans in Italia (editore Mimesis), un'opera collettiva sul movimento in cui compare un saggio sull'esperienza della Lista Lesbica Italiana.
A gennaio 2008 all'interno di Lista Lesbica è nato il gruppo delle Fenici (donne lesbiche separate), che è stato un punto di riferimento per coloro che hanno deciso di incontrarsi e confrontarsi sulle problematiche inerenti alla propria esperienza.
A giugno, durante il Pride nazionale di Bologna, Graziella Bertozzo, storica militante del movimento LGBT italiano, è stata arrestata dalla polizia mentre tentava di salire sul palco. Di fronte alla successiva rivendicazione dell'intervento da parte di Arcigay, il portale di Lista Lesbica ha lanciato una campagna di mobilitazione e solidarietà nei suoi confronti.
I vari portali web e le mailing list, nel corso degli anni seguenti, sono poi dovuti soccombere al progresso tecnologico, lasciando spazio a siti e app di incontri sempre più evoluti.

## Pubblicazioni
- Lista Lesbica Italiana, Mailing desire. Conversazioni di una comunità lesbica virtuale, Milano, Il dito e la luna, 1999, ISBN 88-86633-06-8.